# Sali Toro
Sali Toro też jako: Salih Toro (ur. 1870 w Gjirokastrze, zm. 15 marca 1944 w Tiranie) – albański polityk i prawnik, minister sprawiedliwości w latach 1914-1916.

## Życiorys
Ukończył studia prawnicze w Stambule. W roku 1892 objął stanowisko prokuratora w mieście Kırşehir, a następnie pracował w sądach w Ankarze, Prisztinie, Brussie i w Adanie. Był przewodniczącym sądów apelacyjnych w Izmirze i Samsunie. W 1912 powrócił do Albanii i objął stanowisko przewodniczącego Sądu Okręgowego w Durrësie. W 1914, kiedy władzę w Albanii objął Esad Pasza Toptani, powierzył on Sali Toro kierownictwo resortu sprawiedliwości.
W latach 1919–1920 pełnił funkcję przewodniczącego Sądu Okręgowego w Beracie, a w latach 1920-1929 kierował Sądem Apelacyjnym. Od 1929 członek Rady Państwa przy królu Zogu I.
Zmarł w 1944 w Tiranie.